# Ichneumon lenoginator
Ichneumon lenoginator är en stekelart som beskrevs av Rossi 1792. Ichneumon lenoginator ingår i släktet Ichneumon och familjen brokparasitsteklar. Inga underarter finns listade i Catalogue of Life.